# كيتي ساندرز
كيتي ساندرز (4 أبريل 1980 في هولندا - ) (بالهولندية: Kitty Sanders)‏ هي لاعبة كرة طائرة مملكة هولندا.